# Nefron
Nefron (lat. nephronum) je osnovna gradbena (morfološka) in delovna (funkcionalna) enota ledvic. Sestoji iz Malpighijevega telesca (tudi ledvičnega telesca ali corpusculum renale), sestavljenega iz ledvičnega glomerula (kapilarnega prepleta) in Bowmanove kapsule (glomerulne ovojnice), ter ledvičnih cevk (tubulov), ki se začnejo z bližnjo (proksimalno) zvito cevčico, nadaljujejo s Henlejevo zanko, nakar preidejo v daljno (distalno) zvito cevčico, ki se zliva v zbiralce (ni več del nefrona). V nefronu se odvija filtracija krvi, poteka nadzorovana reabsorpcija snovi (denimo glukoznih molekul, aminokislin in nekaterih ionov), izločanje škodljivih ali nerabnih dušikovih presnovkov (kot sta sečnina in sečna kislina) in odvečne vode ter soli v obliki urina (seča). V vsaki ledvici je približno 1,2 milijona nefronov (torej 2,4 milijona nefronov na posameznika).

## Zgradba
Vsak nefron je sestavljen iz dveh osnovnih enot: Malpighijevega telesca in ledvičnih cevk. Malpighijevo telesce dalje delimo na ledvični glomerul, ki ga obdaja slepi konec ledvične cevke, ovojnica, imenovana Bowmanova kapsula. Tudi pri ledvičnih cevkah (tubulih) ločimo več različnih odsekov s svojimi funkcijami; prvi del vsake ledvične cevi je tako imenovana bližnja ali proksimalna zvita cevčica (cevka), ki prehaja v zavoj z imenom Henlejeva zanka, čemur sledi daljna ali distalna zvita cevčica. Tekočina se iz slednje zliva v zbiralce, ki pa ga ne prištevamo k nefronu.
Ledvico sestavljata sredica (medula) in skorja (korteks). Večji del vsakega nefrona je nameščen v ledvični skorji; tam najdemo pri mikroskopiranju dobro vidna Malpighijeva telesca in manj razločni bližnjo ter daljno zvito cevčico, ki s svojim začetnim oziroma končnim delom prehajata v sredico. Spuščajoči (descendentni) in dvigajoči (ascendentni) del Henlejeve zanke segata v ledvično sredico. Na obeh straneh ju omejujeta bližnja in daljna cevčica, ki sta višje v skorji.

## Delovanje

### Pregled
V kapilarnem prepletu (glomerulu) poteka flitracija krvi, pri čemer nastaja glomerulni filtrat. Urin nastaja postopoma, ko tekočina prehaja skozi ledvične cevke in se približno 90 odstotkov snovi reabsorbira, nekaj pa se jih v tubule naknadno secernira. Končna sestava seča je določena šele v zbiralcih, na prepustnost katerih vpliva nevrohipofizni hormon vazopresin (antidiuretični hormon ali ADH).

#### Glomerulna filtracija
Kri, ki v kapilarni preplet (glomerul) priteka po aferentni arterioli, se na predelu ledvičnega glomerula filtrira. Nadzorovano filtracijo omogoča plast, ki meri približno 1 kvadratni meter in je sestavljena iz endotela glomerulnih kapilar, podocitov (epitelijskih celic Bowmanove kapsule) in bazalne membrane (kolagenskega in glikoproteinskega sloja).
Glomerulna filtracija temelji na pasivnih procesih; odvisna je denimo od arterijskega krvnega tlaka, lastnosti filtrirnih plasti in kemijskih značilnostih filtriranih molekul. Snovi lahko prehajajo, ker je arterijski krvni tlak večji kot seštevek nasprotnih dveh tlakov (hidrostatskega tlaka Bowmanove kapsule in osmotskega tlaka beljakovin v kapilarah). Filtrirne plasti (endotelij, podociti in bazalna membrana) predstavljajo sito, skozi katero lahko prehajajo le ustrezne molekule. Med kriterije, ki pogojujejo prehod, spada velikost: zgolj manjše molekule (na primer sol, aminokisline in sečnina) lahko prehajajo skozi filter, medtem ko je večjim (denimo krvnim beljakovinam in krvničkam) vstop onemogočen. Skrajna molekulska masa naj bi bila približno 10 000, kar pomeni, da skozi filter občasno prehajajo tudi manjše beljakovine (na primer inzulin). Drug kriterij, ki izhaja iz električnih lastnosti filtrirnih plasti (predvsem bazalne membrane in njenih negativnih nabojev), odbira na podlagi naboja molekul ali ionov.
Glomerulno filtracijo je mogoče opisati s tako imenovano hitrostjo glomerulne filtracije (GFR, iz angleške glomerular filtration rate), ki je definirana kot prostornina tekočine, filtrirane v vseh glomerulih v izbrani časovni enoti.

#### Ledvične cevke
Ledvična cevka je razmeroma majhna in nerazvejana cev, ki meri nekaj centimetrov, obdana pa je z enoplastnim epitelijem. Tekočina (tako imenovani primarni urin ali seč), ki se filtrira skozi glomerulni filter, se zliva naravnost v ledvično cevko (natančneje bližnjo zvito cevčico). Epitelij, ki omejuje ledvično cevko, je deloma prepusten in omogoča razne transportne procese. Med samim pretakanjem primarnega urina vzdolž različnih predelov ledvične cevke prihaja do reabsorpcije (številnih ionov, aminokislin, glukoznih molekul in približno 99 odstotkov vode), ki je bodisi aktivna bodisi pasivna, in vračanja reabsorbiranih snovi nazaj v krvožilni sistem (preko kapilar, ki obdajajo ledvično cevko). Intenzivna absorpcija poteka predvsem v bližnjih zvitih cevčicah, delež reabsorpcije se odvije tudi v daljnem zvitem tubulu.
Določene snovi ostajajo znotraj ledvičnih cevk, nekatere pa se še naknadno secernirajo iz zunajceličnega prostora v ledvične cevke (na predelu daljne zvite cevčice). Uravnavanje količine vode je mogoče s spreminjanjem osmotskega gradienta ledvične sredice na odseku Henlejeve zanke. Iz ledvičnih cevk se tekočina zliva v zbiralce, kjer potekajo s hormoni pogojeni transportni procesi, nakar tako imenovani sekundarni seč odteka iz ledvic po sečevodu.
V ledvičnih cevkah imajo različne molekule različno obdelavo. Na podlagi tega ločimo tri glavne skupine snovi:
- snovi, ki se filtrirajo in nato deloma reabsorbirajo (primer so natrijevi ioni in vodne molekule)
- snovi, ki se filtrirajo in nato v celoti reabsorbirajo (denimo glukoza)
- snovi, ki se filtrirajo in se v celoti izločijo, ker ne poteče njihova reabsorpcija (na primer vodikovi ioni)